# Anuario de Prehistoria Madrileña
El Anuario de Prehistoria Madrileña fue una publicación periódica de periodicidad anual publicada en Madrid entre 1930 y 1935.

## Historia
Fundada en 1933, estuvo dirigida por José Pérez de Barradas y editada por el Ayuntamiento de Madrid. Entre sus colaboradores se encontraron nombres como los de Julio Martínez Santa Olalla, Fidel Fuidio, Paul Wernert, Manuel Maura Sales o Hans Zeiss. Su último número correspondió al año 1935. Habría entrado en cierto declive ya a partir de su segundo año. Se conservan números suyos tanto en la Biblioteca Nacional de España, digitalizados y disponibles en línea a través de la Hemeroteca Digital de la Biblioteca Nacional de España, como en la Hemeroteca Municipal de Madrid, digitalizados en este caso a través del portal memoriademadrid.